# Санов Микола Михайлович
Микола Михайлович Санов (17 лютого 1912, місто Київ — 1993, місто Київ) — український радянський діяч, міністр харчової промисловості УРСР. Депутат Верховної Ради УРСР 7—10-го скликань. Член ЦК КПУ в березні 1971 — лютому 1981 р.

## Біографія
Народився в родині службовця. З 1926 року — учень слюсаря, кресляр-конструктор Полтавського тресту «Водоканал». У 1929 році закінчив Зіньківську індустріально-технічну професійну школу на Полтавщині.
З 1929 року — конструктор Всесоюзного електричного об'єднання у місті Свердловську РРФСР.
У 1931—1933 роках — студент механічного факультету Полтавського, а у 1933—1936 роках — Київського хіміко-технологічного інституту харчової промисловості. Під час навчання в інституті працював змінним інженером Маловисківського цукрового комбінату на Кіровоградщині та Яготинського цукрового заводу Київської області.
Після закінчення інституту у 1936—1941 роках — інженер проектного бюро, механік, головний механік Київського цукротресту; головний інженер Первомайського цукрового заводу Сумської області.
Член ВКП(б) з 1939 року.
У 1941—1944 роках — старший інженер-механік технічного відділу, начальник Теплоелектроцентралі (ТЕЦ) Талицького комбінату № 1 Свердловської області РРФСР.
У 1944—1948 роках — головний механік, у 1948—1959 роках — головний інженер, у 1959—1961 роках — керуючий Київського цукротресту.
У 1961—1963 роках — начальник Управління цукрової промисловості Ради народного господарства (раднаргоспу) Київського економічного адміністративного району.
У квітні 1963 — жовтні 1965 року — заступник голови Ради народного господарства (раднаргоспу) Київського економічного району.
У жовтні 1965 — листопаді 1966 року — 1-й заступник міністра харчової промисловості Української РСР.
17 листопада 1966 — 2 лютого 1981 року — міністр харчової промисловості Української РСР.
Потім — на пенсії в Києві.

## Нагороди
- орден Трудового Червоного Прапора
- ордени
- медалі
- Заслужений працівник промисловості Української РСР (15.02.1972)